# 全国投资者保护宣传日
全国投资者保护宣传日是中華人民共和國為保護投資者而設立的一個主題日。2019年5月11日，中国证监会主席易会满在中国上市公司协会2019年年会暨第二届理事会第七次会议上發表講話後，中国证监会決定將每年5月15日确定为5·15全国投资者保护宣传日。